# Selo pri Mirni
Selo pri Mirni este o localitate din comuna Mirna, Slovenia, cu o populație de 60 de locuitori.